# گودچاه
گودچاه، روستایی است از توابع بخش مرکزی شهرستان سبزوار استان خراسان رضوی ایران. 

## زبان
مردم این روستا به زبان کردی کرمانجی صحبت می کنند.

## جمعیت
این روستا در دهستان قصبه غربی قرار داشته و بر اساس سرشماری سال ۱۳۹۵ جمعیت آن ۵۴ نفر (۱۸ خانوار)
بوده است.